# Erythrus taiwanicus
Erythrus taiwanicus là một loài bọ cánh cứng trong họ Cerambycidae.